# Перещувка
Перещувка (пол. Pereszczówka) — деревня в Бяльском повете Люблинского воеводства Польши. Входит в состав гмины Дрелюв. По данным переписи 2011 года, в деревне проживало 148 человек.

## География
Деревня расположена на востоке Польши, на расстоянии приблизительно 19 километров к юго-западу от города Бяла-Подляска, административного центра повета. Абсолютная высота — 147 метров над уровнем моря. К югу от населённого пункта проходит региональная автодорога 813.

## История
Согласно «Справочной книжке Седлецкой губернии на 1875 год» деревня входила в состав гмины Жероцин Радинского уезда Седлецкой губернии. В период с 1975 по 1998 годы входила в состав Бяльскоподляского воеводства.

## Население
Демографическая структура по состоянию на 31 марта 2011 года:
|         | Всего | До трудоспособного возраста | Трудоспособного возраста | Старше трудоспособного возраста |
| ------- | ----- | --------------------------- | ------------------------ | ------------------------------- |
| Мужчины | 78    | 9                           | 57                       | 12                              |
| Женщины | 70    | 11                          | 37                       | 22                              |
| Всего   | 148   | 20                          | 94                       | 34                              |